# هومفرونت: ذا ريفلوشن
هومفرونت: ذا ريفلوشن (بالإنجليزية: Homefront: The Revolution) ، هي لعبة فيديو من نوع تصويب منظور الشخص الأول ، صدرت في عام 2016م}} ، ومن تطوير شركة كرايتيك يو كي البريطانية ، والناشر شركة ديب سيلفر الأمريكية.

## قصة اللعبة
تدور أحداث القصة في عام 2029 أي بعد عامين من الجزء الأول وأربع أعوام منذ احتلال القوات الكورية الشمالية للولايات المتحدة الأمريكية ، وبعد معركة سان فرانسيسكو الشهيرة فقدت القوات الكورية بعض الولايات الغربية لأمريكا ومنها هاواي وألاسكا على سبيل المثال ، وهو ما دعا القوات الكورية للسيطرة علي بعض الولايات الشرقية واتخذت من فيلاديفيا مقر لها بل اتخذوا منها قاعدة عسكرية لهم ، ومنذ اتخاذ القوات الكورية لفيلاديفيا مقر لهم وهم يعاملون السكان بشكل سيئ جدا مما تسبب في قيام ثورة شعبية جديدة علي يد دانا (Dana) أحد زعماء الثورة الشعبية ومساعدها إثان الذين يحاولون استعادة المدينة من الجيش الكورى بمساعدة المقاومة الشعبية..

## أسلوب اللعبة
عبة الجبهة الداخلية في هذا الجزء ستكون مختلفة تماما عن الجزء الأول في الجيم بلاى والإضافات والتحسينات ، وهذا بالتأكيد بسبب تغير الشركات والفكر الجديد الذي طرحته الشركة الجديدة ، ولكن تبقي اللعبة من نوعية التصويب بمنظور الشخص الأول الذي يظهر السلاح فقط مع أمكانية تقريب التصويب ، ولكن التغير الجذرى في اللعبة إنها أصبحت لعبة عالم مفتوح داخل خريطة كبيرة لمدينة فيلاديفيا المنقسمة لثلاث مناطق ، وقبل أن نتحدث عن مناطق اللعبة سوف نتحدث عن فكرة التوسع داخل اللعبة وجعلها لعبة عالم مفتوح ، وهذا السبب يجعل اللعبة طويلة جدا في مراحل القصة التي ستعتمد أيضا على أنجاز المهام الجانبية ومساعدة بعض فرق المقاومة أو السكان الأصليين أو قتل والهجوم على معسكرات الأعداء.
اعتماد اللعبة على منظور الشخص الأول مع وجود عالم مفتوح يعتبر فكرة ممتازة جدا بحيث سنشهد طرق مختلفة في القتال والحصول على أسلحة عديدة ومختلفة ، فاللعبة تطرح لنا مجموعة من الأسلحة المتميزة وأيضا جعلت فكرة ترقية الأسلحة والتعديل عليها بشكل جيد جدا ، بحيث يمكنك تركيب قطع مختلفة للسلاح الذي بيدك لتغير من شكله أو تجعله أكثر قوة سواء لتغير نوع الذخيرة أو سرعته في القتال ، وبالنسبة للتصويب سيكون عليك ضغط الزر حتى تستطيع التصويب بشكل أفضل وبدقة عالية ، فالأسلحة مجهزة بعين الصقر التي تجعلك تصوب على العدو بشكل ممتاز لان اللعبة منعت الضرب العشوائي.
اللعبة ستعتمد على هاتف نقال ومتميز يشير لنا بالمهام التي سنقوم بها ويعرفنا الطريق والخريطة العامة للمدينة وهو هاتف مهم جدا ، كما يمكننا استخدام كاميرا الهاتف لتحديد الأعداء ومعرفتهم عن بعد حتى تستطيع مواجهتهم وقتلهم بسهولة ، وسيتم تحديد الأعداء باللون الأحمر وبهذا تستطيع إن تفرقهم عن المدنين ، وأيضا الهاتف يستخدم في الهاك بحيث يمكنك فتح أبواب أو غلق نظام من خلال هذا الهاتف الذكى ، أيضا البيئة ستكون كبيرة جدا وسوف تبحث وتفتش عن الأدوات والمال اللازم في ترقية الأسلحة وشرائها من المتجر الخاص بالمقاومة.
اللعبة سيكون بها خريطة صغيرة أسفل الشاشة لتحدد لنا الأهداف بنجمة بيضاء حتى نتعرف على الطريق بعداد المتر ، اللعبة سيكون بها نظام التسلل العادى الذي يمكنك من قتل الأعداء خلسة من الخلف ، كما يمكنك قتل الأعداء بظهر السلاح إذا نفذت منك الذخيرة أو إذا كان العدو قريب منك ، أيضا سيكون علينا البحث عن علب الإسعافات حتى نستطيع معالجة أنفسنا أو البحث عن الزجاجات وتكوين قنابل ملوتوف حارقة وهي مهمة جدا في القضاء على مجموعة أعداء ، كما يمكننا أن نسرق بعض الطائرات بدون طيار أو العربات الصغيرة بريموت لاستخدامها ضد الأعداء وقتلهم.
وكما تحدثنا اللعبة سوف تعرض لنا خريطة مقسمة إلى ثلاث مناطق والمنطقة الأولى التي سنبدأ منها اللعبة هي المنطقة الصفراء والتي تعتبر هي منطقة الشعب ، فهى منطقة فقيرة وبها مخيمات للفقراء وستكون هناك دوريات عديدة في الشوارع بالطائرات وبالحرس للبحث عن اى مشتبه فيهم أو البحث عن من يملكون أسلحة من المقاومة ، لذلك سنجد أن هذه المنطقة صعب التجول فيها بأسلحة بشكل ظاهر للعيان ، والمنطقة الثانية هي المنطقة الحمراء وهي منطقة مدمرة نهائيا من قصف القوات الكورية ، بحيث يتجول فيها فرق المقاومة الشعبية ويختبئون ببعض مراكزها ، والمنطقة الثالثة هي المنطقة الخضراء وهي غنية بالموارد والماء الوفير وبها قاعدة العدو وتعتبر منطقة خطرة جدا على اى شخص من المقاومة لان التفتيش فيها على درجة عالية جدا وبها حراسات مكثفة.

## تطوير اللعبة
عندما نتحدث عن مراحل التطوير سنجد أن شركة THQ أعلنت في بداية 2011 عن وجود جزء جديد للعبة Homefront ولكن بعد غلق أستوديو التطوير Kaos وبعد أن تم بيع شركة THQ تم شراء حقوق اللعبة من قبل شركة Deep Silver وفي عام 2014 تم الإعلان عن اسم اللعبة الجديد Homefront: The Revolution بمعرض E3 وبعدها تم الإعلان عن موعد صدور اللعبة في مايو 2016.